# Темирский уезд
Темирский уезд — административная единица в составе Уральской области, Тургайской губернии, Оренбургско-Тургайской губернии и Актюбинской губернии. Центр — город Актюбинск. До 1896 года назывался Эмбенский уезд.

## Административное деление
В начале ΧΧ века в состав уезда входили 10 русских и 21 киргизских волостей.
В 1926 году в уезде было 17 волостей: Джекендинская, Джетыкульская, Джиделе-Сагизская, Джурунская, Каиндинская, Калмык-Кирганская, Кашкаратинская, Куиды-Уильская, Перелюбовская, Русско-Эмбенская, Тамды-Уймаутская, Темирская, Темир-Уркачевская, Чигирлинская, Эмбо-Байсаринская, Эмбо-Мугоджарская, Эмбо-Темирская.

## История
Эмбенский уезд в составе Уральской области был образован в 1868 году. В 1896 году уезд переименован в Темирский. В 1920 году уезд вошёл в состав Тургайской, а затем Оренбургско-Тургайской губернии, а в 1921 был упразднён. В 1922 году восстановлен в составе Актюбинской губернии, в которой и оставался до своего упразднения в 1928 году.

## Население
По данным переписи 1897 года в уезде проживало 95,1 тыс. чел. В том числе казахи — 99,0 %. В уездном городе Темире проживало 616 чел.. В 1926 году в уезде проживало 75,9 тыс. чел. (при этом площадь уезда была в 2 раза меньше, чем в 1897 году).